# Дімітріс Ліакос
Дімітріс Ліакос (грец. Δημήτρης Λυάκος; 19 жовтня 1966 Афіни) — грецький поет. Ліакос вважається одним з важливих поетів світової літератури XX століття.